# Tournon-sur-Rhône
Tournon-sur-Rhône település Franciaországban, Ardèche megyében. Lakosainak száma 11 302 fő (2022. január 1.). Tournon-sur-Rhône Mauves, Plats, Saint-Barthélemy-le-Plain, Saint-Jean-de-Muzols, La Roche-de-Glun, Tain-l’Hermitage és Mercurol-Veaunes községekkel határos.

## Népesség
A település népessége az elmúlt években az alábbi módon változott:
| Lakosok száma | 7858 | 9099 | 9546 | 10 582 | 10 545 | 10 326 | 10 307 | 10 622 | 10 835 | 11 302 |
|               | 1968 | 1982 | 1990 | 2006   | 2013   | 2015   | 2017   | 2019   | 2020   | 2022   |